# HD 117043
HD 117043，又名BD+64 949，SAO 16071、HR 5070，是一颗恒星，视星等为6.5，位于銀經116.41，銀緯53.43，其B1900.0坐标为赤經13h 22m 34.8s，赤緯+63° 53.43′ 29″。